# Luke Pearce
Luke Pearce (né le 13 novembre 1987 à Pontypool) est un arbitre international britannique de rugby à XV affilié à la Fédération anglaise de rugby à XV. Il est un arbitre régulier dans le championnat anglais et arbitre des matchs au niveau européen et international.

## Carrière d'arbitre
Pearce, qui a grandi à Exeter, rejoint la Devon Referee Society en 2005 à l'âge de 16 ans. Auparavant, il joue au rugby au niveau junior, il fait partie du club de rugby des Exeter Saracens, dont il est le capitaine. En septembre 2005, Pearce arbitre son premier match, Crediton Seconds contre Newton Abbot Thirds. À partir de là, Pearce gravit la hiérarchie de l'arbitrage pour devenir le plus jeune arbitre à être promu au comité national de la RFU en 2009,.
En novembre 2009, Pearce prend en charge la finale de la coupe de Russie. Le 10 septembre 2011, il officie pour son premier match de Premiership, lors du match à domicile de Gloucester contre Worcester Warriors. Cette même saison, il fait ses débuts dans les World Sevens Series et depuis participe à neuf tournois.
Le 18 novembre 2011, il arbitre son premier match européen, lors de la victoire du Stade Français sur les București Wolves lors de la Coupe d'Europe Challenge 2012-12. En février 2013, Pearce arbitre son premier match international, entre la Roumanie et la Russie lors de la Coupe d'Europe des Nations. Plus tard cette année-là, il fut nommé par l'IRB (aujourd'hui World Rugby) pour officier lors du Championnat du monde junior 2013 en France. Cela comprenait la demi-finale entre les U20 d’Afrique du Sud et les U20 de Galles. En octobre de la même année, Pearce arbitre son premier match de la Coupe d'Europe (Toulouse vs Zebre) avant de prendre la tête de son premier test-match au niveau international, Russie vs Japon. En 2014, il fait sa première apparition en Tournoi des Six Nations en tant qu'arbitre assistant de Steve Walsh lors du match entre l'Italie et l'Écosse. Quelques semaines plus tard, il arbitre lors du Tournoi B le match entre la Géorgie et la Roumanie, dernière étape d'une qualification pour les nations européennes avant la Coupe du monde 2015. Pearce participe à la Coupe d'Afrique 2014 à Madagascar, en prenant les commandes de deux matchs.
En 2016, Pearce est l'arbitre assistant lors de la première victoire de l'Irlande sur la Nouvelle-Zélande, avant d'arbitrer son premier match majeur entre nation du tiers 2, opposant les Samoa au Canada. En juin 2017, il arbitre sa première nation du tier 1 lors du match à domicile de l'Argentine contre la Géorgie.
En 2018, il dirige son premier match entre nation du tiers 1 (Nouvelle-Zélande vs. France). Sa performance est critiquée après que plusieurs commentateurs, y compris les entraîneurs néo-zélandais, aient affirmé que le carton jaune qu'il avait donné au joueur français Paul Gabrillagues était inutile, notamment en raison d'un plaquage similaire commis par Ofa Tu'ungafasi contre l'ailier français Rémy Grosso, qui n'avait pas été sanctionné,.
En 2019, il est sélectionné pour arbitrer des matchs de la Coupe du monde au Japon.
En 2021, il est désigné arbitre de champ de la finale de Champions Cup opposant le Stade rochelais au Stade toulousain. À seulement 33 ans, il devient le plus jeune arbitre d'une finale de Coupe d'Europe en 26 ans d'histoire du tournoi.
En 2023, il est sélectionné pour arbitrer des matchs de la Coupe du monde en France.